# Prowincja krakowska karmelitów bosych w Polsce
Prowincja krakowska pw. Ducha Świętego w Polsce – jedna z dwóch prowincji zakonu karmelitów bosych w Polsce. Powstała w 1993 roku. Obejmuje klasztory męskie (tzw. konwenty) oraz żeńskie klasztory mniszek karmelitanek bosych (tzw. karmele).

## Historia
Rozwój zakonu karmelitów bosych w Polsce oraz zmiany społeczne po 1989 roku spowodowały w 1993 roku podział prowincji polskiej na dwie oddzielne: krakowską i warszawską. Prowincja krakowska odziedziczyła wezwanie Ducha Świętego.
Pierwsi zakonnicy zreformowanego Karmelu przybyli do Krakowa w 1604 roku jako misjonarze udający się na Wschód. Ich pobyt na ziemiach polskich zaowocował zainteresowaniem nową odmianą życia zakonnego. W 1605 roku przy wsparciu króla Zygmunta III zakupiono ogród za Bramą Mikołajską w Krakowie przeznaczony na pierwszą siedzibę dla zakonu. Tego samego roku przybyli zakonnicy powołani do stworzenia wspólnoty karmelitów bosych w Rzeczypospolitej. Przełożonym nowego konwentu został Hiszpan, Hurtado de Mendoza (w zakonie o. Maciej od św. Franciszka). W 1611 roku karmelici rozpoczęli budowę kolejnego kościoła wraz z klasztorem pw. św. Michała w obrębie murów miasta przy Baszcie Murarzy. Budowę zakończono w 1636 roku. W 1617 roku utworzono prowincję polską, a kapituła generalna zakonu powierza Mendozie urząd pierwszego prowincjała. W 1634 rozpoczęto wznoszenie nowego murowanego kościoła w Krakowie na Wesołej, którą zakończono uroczystą konsekracją w 1683 roku. W 1787 roku karmelici z Wesołej zostali zmuszeni od odsprzedania klasztoru, w którym urządzono szpital miejski (kościół przekazano szarytkom). Wspólnota dołączyła do konwentu św. Michała.
Pierwsze konwenty poza stołecznym Krakowem założono w Lublinie (1610), Lwowie (1613), Poznaniu (1618), Przemyślu (1620), Wiśniczu Nowym (1622), Kamieńcu Podolskim (1623), Wilnie (1626), Berdyczowie (1630) oraz Warszawie (1639), W 1633 roku powstał klasztor o charakterze eremickim (pustelniczym) w Czernej pod Krakowem. Dynamiczny rozwój, nowe powołania i fundowanie kolejnych klasztorów, zwłaszcza na wschodnich ziemiach Rzeczypospolitej doprowadziły do utworzenia prowincji litewskiej pw. św. Kazimierza w 1731 roku. W przededniu rozbiorów Polski prowincja polska liczyła 324 braci.
Upadek Rzeczypospolitej i polityka władz zaborczych doprowadziła do niemal całkowitego upadku zakonu karmelitów w Polsce. Po trzecim rozbiorze utworzono z konieczności prowincję ruską  (ostatecznie zlikwidowaną w 1832 roku). Dekrety kasacyjne: józefiński i carski prowadziły do usuwania zakonników z klasztorów i przejmowania mienia zakonnego. Zniesiono prawo egzempcji, nadzór przekazano biskupom i konsystorzom. W 1784 skasowano klasztor w Przemyślu, a kościół przekazano grekokatolikom. W 1797 roku karmelici krakowscy zostali wygnani z konwentu św. Michała i osiedli w Czernej. W 1844 zlikwidowano prowincję litewską. Ostatnie wspólnoty zostały rozwiązane po powstaniu styczniowym, co doprowadziło do zniesienia prowincji polskiej karmelitów bosych w 1864 roku.
Jedynym klasztorem, który przetrwał był konwent w Czernej. W 1875 roku został przyłączony do semiprowincji austriackiej. Przez lata klasztor znalazł się dramatycznej sytuacji, zarówno pod względem ekonomicznym, jak i duchowym. Nieliczni bracia prowadzili styl życia zakonnego daleki od karmelitańskiego charyzmatu. W 1880 roku zgromadzenie liczyło zaledwie 5 członków. Mając na celu uratowanie czerneńskiego konwentu do wspólnoty dołączyli bracia z innych klasztorów, głównie z Wiednia. Rozpoczęto proces odnowy i powrotu do ideałów życia klasztornego.   

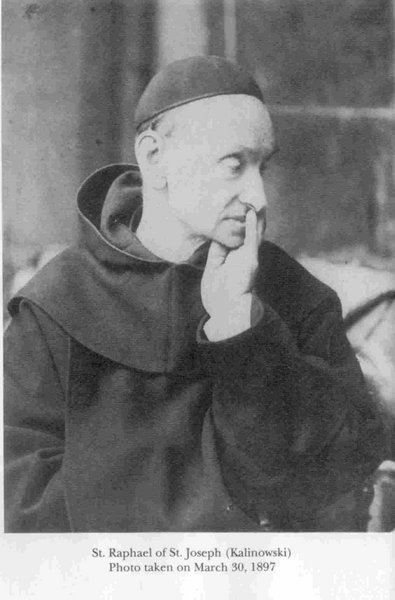
św. Rafał Kalinowski

Kluczową rolę w podjętej reformie odegrał św. Rafał Kalinowski. W listopadzie 1881 roku przybył do Czernej, a rok później został ustanowiony przeorem. Urząd ten pełnił przez kolejne trzy kadencje. Z pełnym wsparciem władz zakonu, bp. Albina Dunajewskiego oraz Stolicy Apostolskiej dokonał fundacji nowego klasztoru wraz z alumnatem w Wadowicach. Zmarł w 1907 roku w opinii świętości. Wzrastająca liczba zakonników pozwoliła na erygowanie w 1909 roku konwentu w Krakowie przy ul. Rakowickiej. W 1911 roku utworzono semiprowincję polską. Klęska państw zaborczych w I wojnie światowej i odzyskanie przez Polskę niepodległości dały impuls do kontynuowania odnowy zakonu. Karmelici odzyskali klasztory w Lublinie i Berdyczowie. W 1920 roku przekształcono semiprowincję w autonomiczną prowincję polską. W kolejnych latach zakonnicy podejmowali posługę duszpasterską w byłych konwentach m.in. w Wilnie czy Lwowie. Rozwijano również działalność III Zakonu Karmelitańskiego, do którego w przededniu II wojny światowej należało ok. 1400 członków. W 1939 r. prowincja polska liczyła 168 zakonników w 9 klasztorach.   
Czasy okupacji hitlerowskiej i sowieckiej odcisnęły swoje piętno także na polskich karmelitach. Jakkolwiek większość budynków klasztornych została przejęta przez władze okupacyjne, zakonnicy na miarę możliwości posługiwali wśród wiernych, często narażając swoje życie. Wielu z nich zostało zamordowanych, wśród nich bł. Alfons Maria Mazurek. Po wojnie część klasztorów znalazła się na terenie Związku Sowieckiego, co uniemożliwiło wznowienie w nich życia zakonnego. Prowincjałem został o. Józef Prus, który mając świadomość zmian politycznych i terytorialnych dążył do fundowania nowych konwentów oraz klasztorów karmelitanek bosych m.in. w Łodzi czy Wrocławiu. W 1949 roku powstał również polski klasztor w Stanach Zjednoczonych, który stał się silnym ośrodkiem polonijnym. Nowym wymiarem posługi w okresie powojennym było przejmowanie w zarząd parafii oraz prowadzenie katechezy wśród dzieci i młodzieży. W 1970 roku założono misję w Burundi, a w 1983 roku w Rwandzie. Od 1990 roku karmelici posługują w krajach byłego Związku Sowieckiego. Już po 2000 roku rozpoczęto działalność na Słowacji.   
W wyniku podziału prowincji na dwie nowoutworzona prowincja krakowska obejmuje głównie klasztory w południowo-wschodniej Polsce. W latach 1985–1994 zbudowano klasztor na Prądniku Białym w Krakowie, gdzie obecnie mieści się Kuria Prowincjalna.

## Zarząd prowincji
Stan na kwiecień 2023
- przełożony prowincjalny: o. Tadeusz Florek OCD
- I radny prowincji: o. Grzegorz Tyma OCD
- II radny prowincji: o. Piotr Hensel OCD
- III radny prowincji: o. Andriej Valent OCD
- IV radny prowincji: o. Przemysław Pliszczyński OCD.

## Klasztory męskie
Stan na kwiecień 2023

### Polska
- Kraków-Śródmieście: konwent pw. Niepokalanego Poczęcia NMP (ul. Rakowicka 18)
- Kraków-Prądnik Biały: konwent pw. św. Józefa i św. Rafała Kalinowskiego (ul. Glogera 5)
- Lublin: konwent pw. św. Józefa (ul. Świętoduska 14)
- Czerna: konwent pw. św. Eliasza proroka (Czerna 79)
- Przemyśl: konwent pw. św. Teresy od Jezusa (ul. Karmelicka 1)
- Wadowice: konwent pw. św. Józefa Oblubieńca NMP (ul. Karmelicka 22)
- Zawoja: konwent pw. św. Józefa Rzemieślnika (Zakamień 1546)
- Kluszkowce: konwent pw. św. Rafała Kalinowskiego (ul. Słoneczna 30)
- Piotrkowice: konwent pw. Zwiastowania Pańskiego (ul. Kościelna 1)
- Katowice-Piotrowice: konwent pw. św. Jana od Krzyża (ul. Jastrzębia 16)

### Zagraniczne
- Munster (Stany Zjednoczone): Konwent pw. Najświętszej Maryi Panny z Góry Karmel
- Koszyce-Lorinčík (Słowacja): Konwent pw. Matki Bożej z Góry Karmel i św. Józefa
- Bańska Bystrzyca (Słowacja): Konwent pw. św. Teresy Benedykty od Krzyża
- Staré Hory (Słowacja): Konwent pw. św. Teresy od Jezusa
- Ryga (Łotwa): Parafia św. Józefa
- Berdyczów (Ukraina): Konwent pw. Niepokalanego Poczęcia Najświętszej Maryi Panny
- Gwozdawa (Ukraina): Konwent pw. Niepokalanego Poczęcia Najświętszej Maryi Panny
- Kijów (Ukraina): Konwent pw. Podwyższenia Krzyża Świętego

### Misyjne
- Musongati (Burundi): Konwent pw. Najświętszej Maryi Panny Królowej Apostołów
- Bużumbura (Burundi): Konwent pw. św. Teresy Benedykty od Krzyża
- Gitega (Burundi): centrum duchowości
- Butare (Rwanda): Konwent pw. Najświętszej Maryi Panny z Góry Karmel
- Gahunga (Rwanda): Konwent pw. Miłosierdzia Bożego

## Klasztory karmelitanek bosych
Stan na kwiecień 2023

### Polska
- Kraków-Wesoła: Karmel pw. św. Teresy od Jezusa i św. Jana od Krzyża (ul. Kopernika 44)

- Kraków-Łobzów: Karmel pw. Opieki Św. Józefa (ul. Łobzowska 40)
- Przemyśl: Karmel pw. Św. Józefa (ul. Tatarska 7)
- Katowice: Karmel pw. Matki Kościoła i Św. Józefa (ul. Kilińskiego 15a)
- Kielce: Karmel pw. Królowej i Ozdoby Karmelu (ul. Św. Rafała Kalinowskiego 3)
- Dys: Karmel pw. Najświętszej Maryi Panny Królowej Polski (ul. Klasztorna 2)
- Tarnów: Karmel pw. NMP Janua Caeli i Św. Józefa (ul. Krzyska 19)
- Kodeń: Karmel pw. Najświętszej Rodziny (Kodeń 79)
- Rzeszów: Karmel pw. Podwyższenia Krzyża Świętego (ul. Morgowa 98)
- Zakopane: Karmel pw. Niepokalanego Serca Maryi i św. Józefa (ul. Kościelna 8)
- Oświęcim: Karmel pw. Świętych Obcowania (ul. Legionów 92a)
- Częstochowa: Karmel pw. Miłosierdzia Bożego (ul. Św. Jadwigi  83)

### Zagraniczne
- Koszyce (Słowacja): Karmel pw. Niepokalanego Serca Maryi i św. Józefa
- Detva (Słowacja): Karmel pw. Miłosierdzia Bożego i Królowej Karmelu
- Sofijiwśka Borszczahiwka (Ukraina): Karmel pw. Miłosierdzia Bożego i Niepokalanego Serca Maryi
- Pokotyliwka (Ukraina): Karmel pw. Matki Bożej Pośredniczki Łask i Świętych Apostołów Piotra i Andrzeja

## Galeria

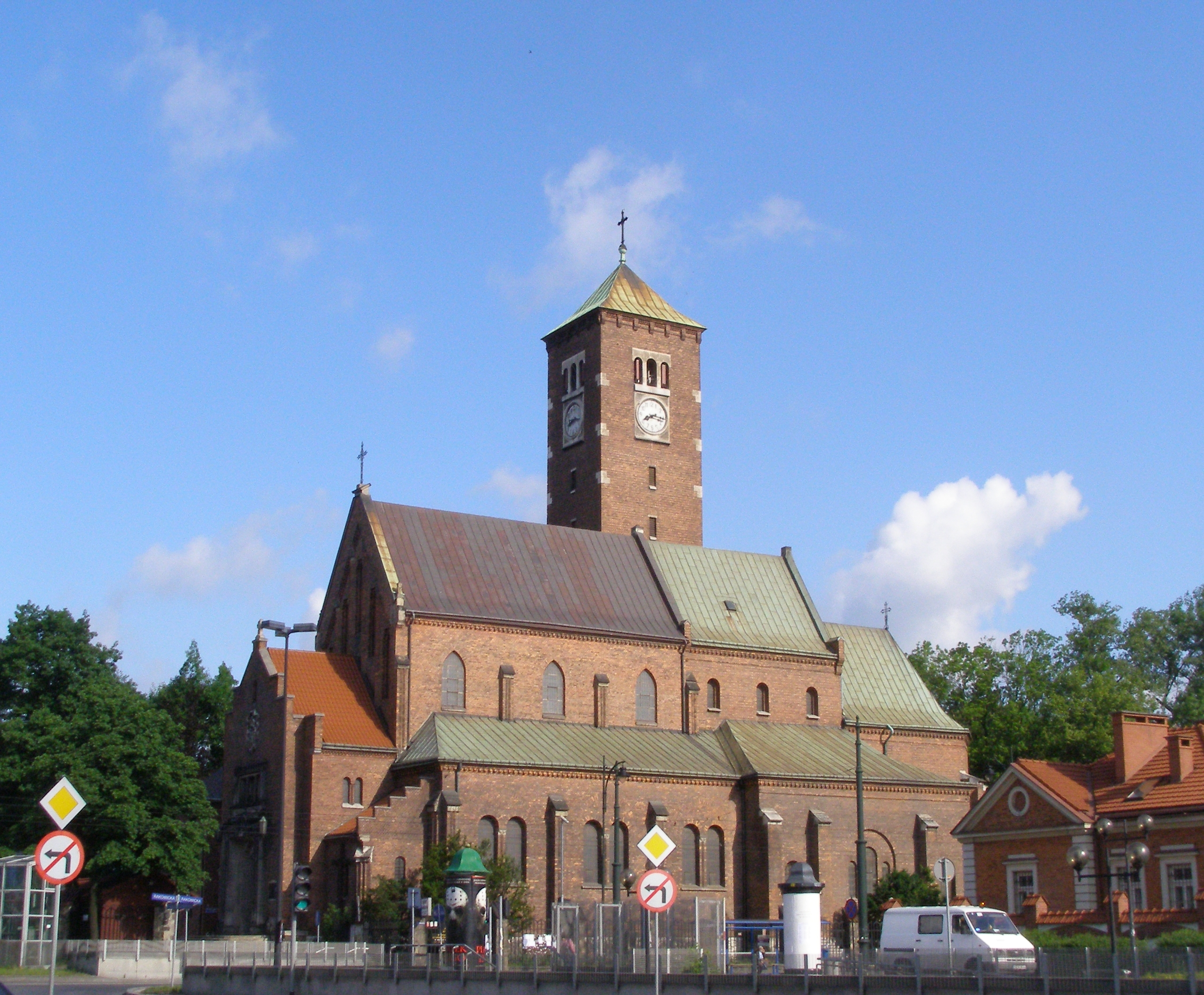
Konwent w Krakowie-Śródmieściu
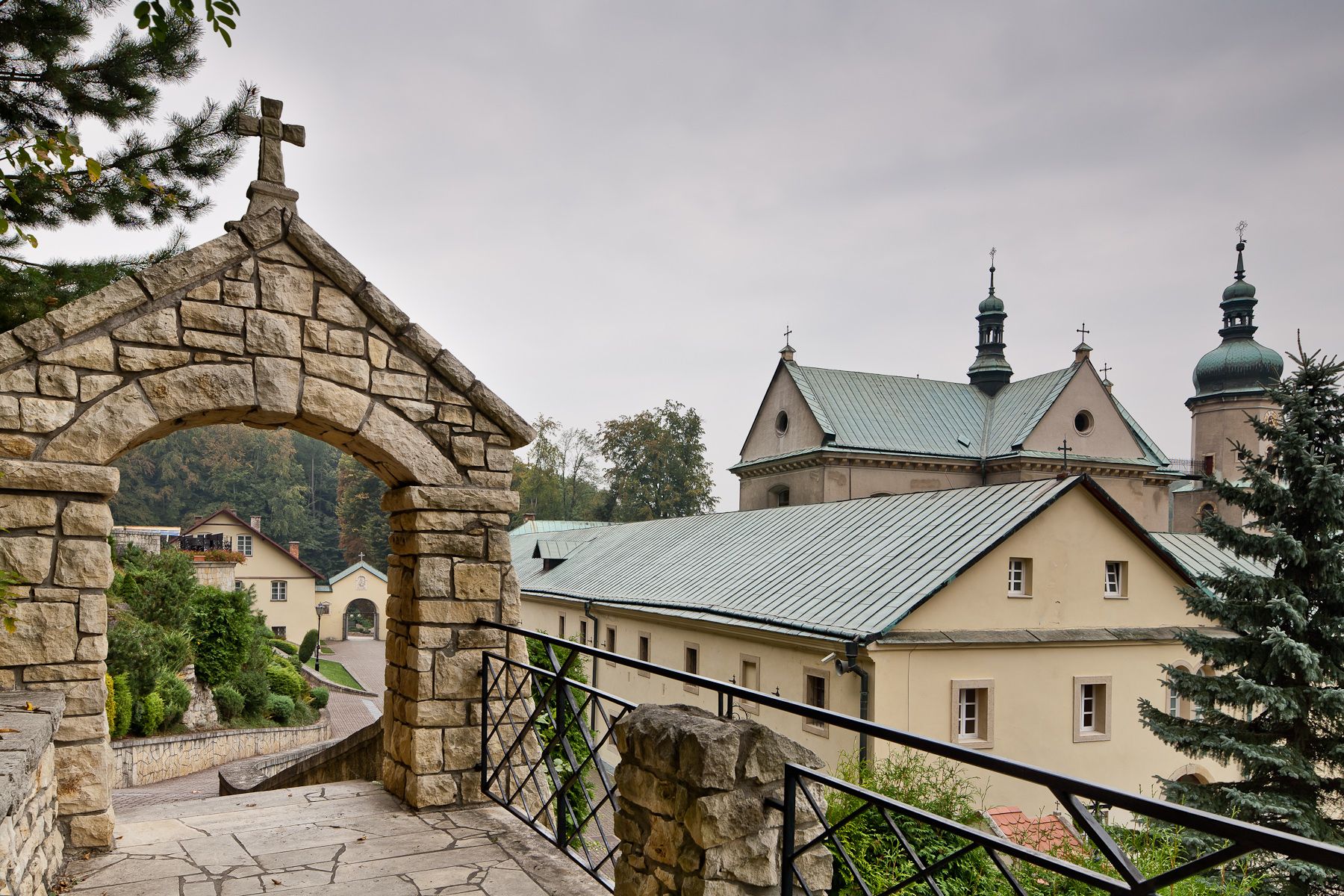
Konwent w Czernej
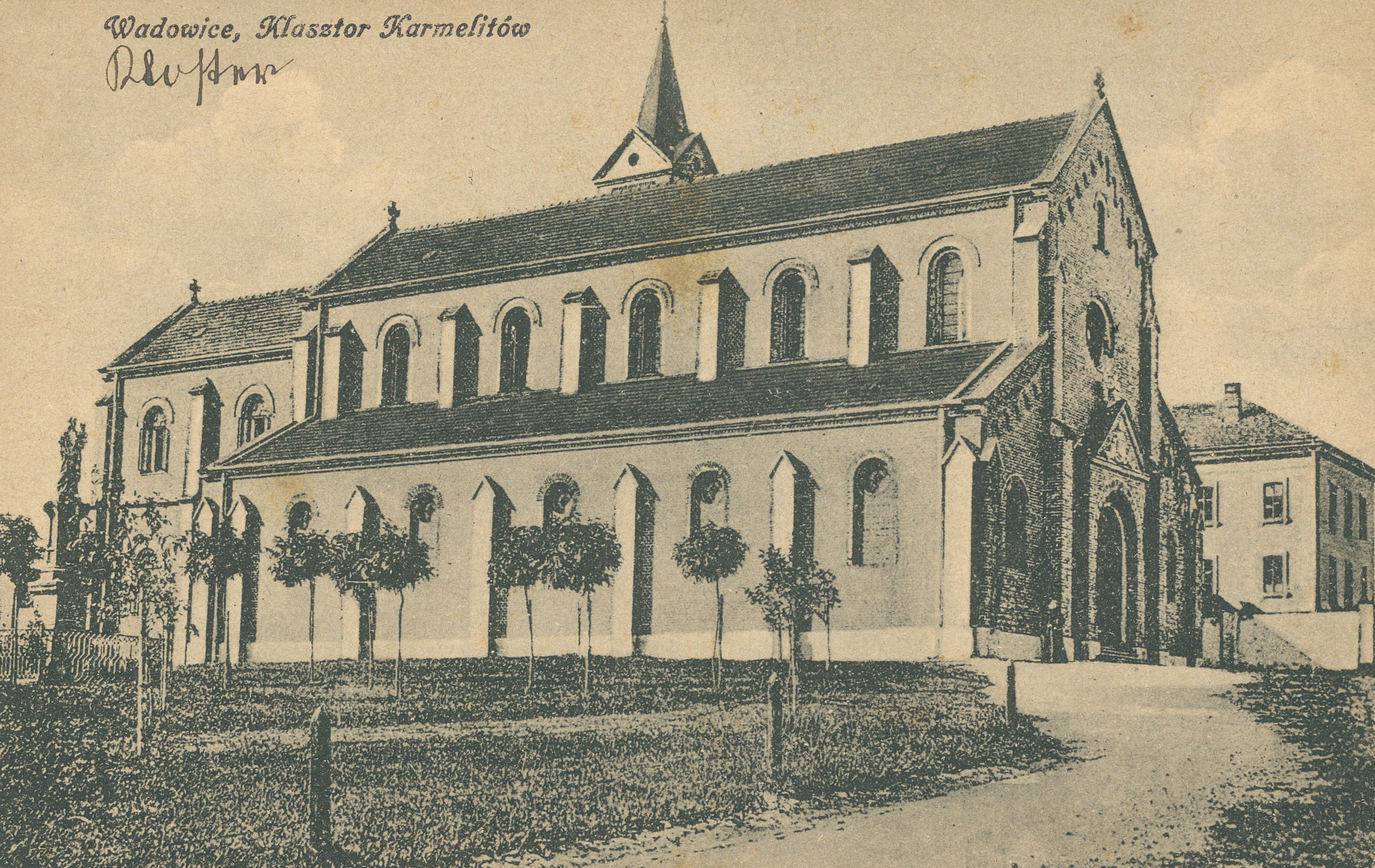
Konwent w Wadowicach (1918)
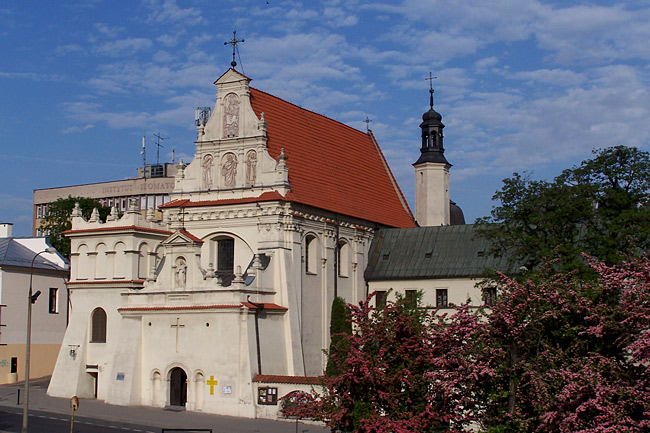
Konwent w Lublinie
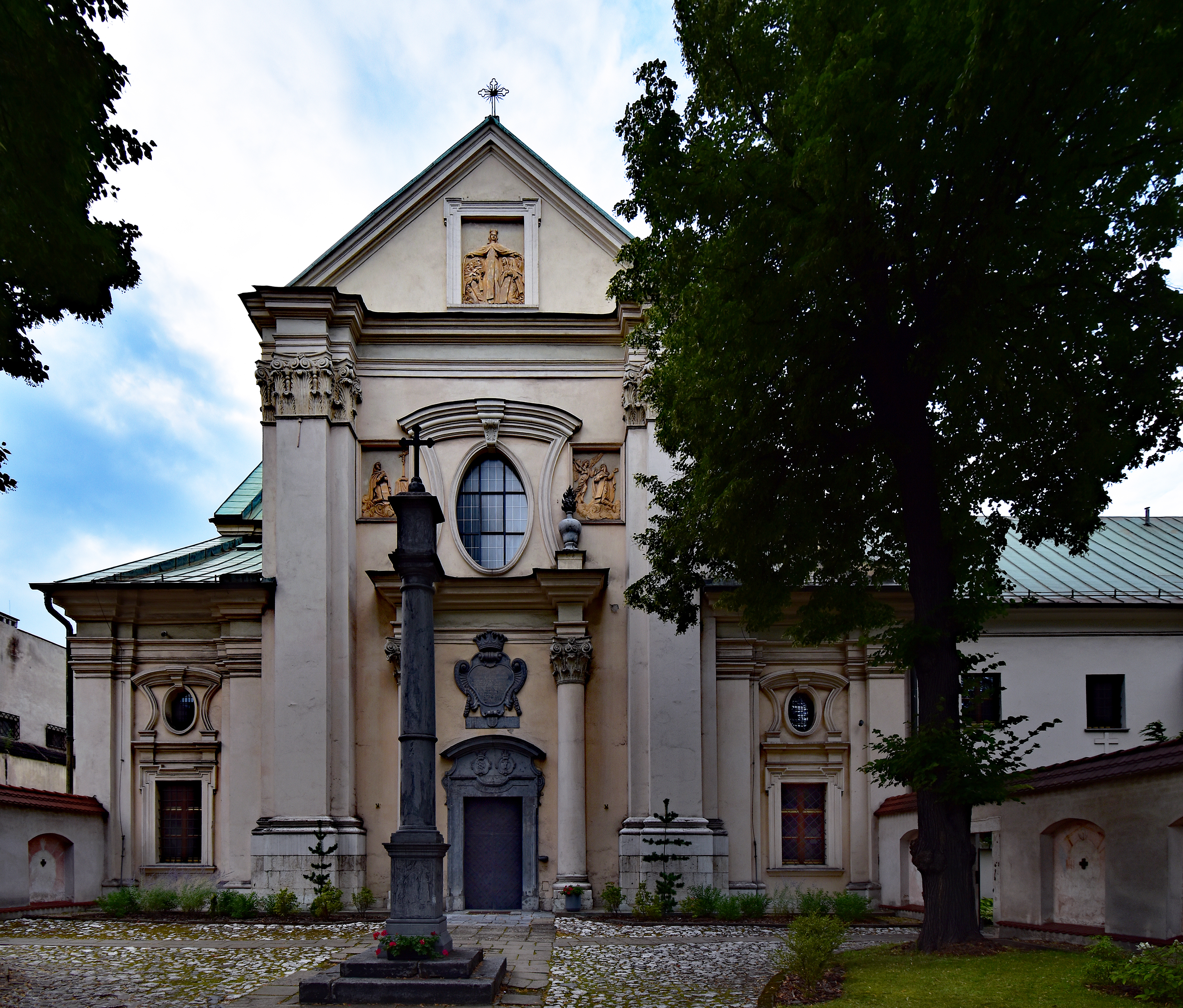
Kościół klasztorny karmelitanek bosych w Krakowie-Wesołej